# 官庄乡 (汝南县)
官庄乡 ，是中国河南省驻马店市汝南县下辖的一个乡镇级行政单位。

## 行政区划
官庄乡共辖以下地区：
官庄村、夏庄村、邓庄村、王和店村、苗庄村、李塘村、陶陂村、吴庄村、良屯村、李坡屯村、大湾村、舍屯村、宋屯村、刘坡村、赖楼村、胡寨村、李寨村、邓屯村、滕冢村、王屯村、焦庄村、辛屯村。